# Muzeum Bitwy Legnickiej w Legnickim Polu
Muzeum Bitwy Legnickiej – monograficzna placówka popularyzująca historię średniowiecznej bitwy pod Legnicą, do której doszło 9 kwietnia 1241 r. pomiędzy wojskami dowodzonymi przez śląskiego księcia Henryka II Pobożnego a armią mongolską, która najechała Europę. Bitwa jest uznawana za jedną z największych w tamtym czasie w historii Śląska i Polski. 
Otwarte w 1961 r. muzeum stanowi oddział Muzeum Miedzi w Legnicy. Mieści się w pobenedyktyńskim kościele pw. Świętej Trójcy i Najśw. Marii Panny w Legnickim Polu. To gotycka świątynia wzniesiona w drugiej połowie XIV w. w miejscu, w którym według tradycji odnaleziono zwłoki zabitego przez Mongołów piastowskiego księcia Henryka.
Wystawa
Prezentowana jest w niej wystawa "Spotkanie dwóch światów. Pamięć o bitwie pod Legnicą  1241". Złożona z czterech części ekspozycja koncentruje się na fenomenie XIII-wiecznej bitwy, która zmieniła nie tylko losy Śląska, ale i horyzont kulturowy mieszkańców. Pozwala poznać genezę bitwy, źródła, które opisują najazd tatarski na Polskę w 1241 r., śląskie tradycje bitwy i znaczenie księcia Henryka, czołowego bohatera. 
Wśród eksponatów zobaczyć można repliki broni używanej wówczas przez Polaków i Mongołów (łuki, kusze, miecze, tarcze, hełmy, topory, kolczugi), stare ryciny ilustrujące bitwę, a także kopię nagrobka Henryka II Pobożnego. Okna muzeum zdobi witraż z wyobrażeniem umierającego księcia Henryka, wykonany według projektu Stanisława Wyspiańskiego. 
Nawiązaniem do bitwy pod Legnicą jest galeria współczesnych rzeźb wykonanych z drewna lipowego umieszczonych wokół muzeum.
Historia kościoła-muzeum
Świątynia, w której mieści się muzeum, do 1945 r. była kościołem ewangelickim. Przylegał niej otoczony kamiennym murem cmentarz. Opuszczona po II wojnie światowej wraz wyjazdem niemieckich mieszkańców wsi ulegała ruinie. Została odremontowana w 1960 r. i zaadaptowana na muzeum. 
Przy obiekcie znajdują się niemieckie pomniki żołnierskie z Legnickiego Pola.
Muzeum Bitwy Legnickiej jest czynne od środy do niedzieli  w godz. 11.00- 17.00. W środy wstęp bezpłatny.  